# Tomasz Kozłowski (hokeista)
Tomasz Kozłowski (ur. 23 września 1986 w Sosnowcu) – polski hokeista, reprezentant Polski.
Jego brat Marcin także został hokeistą. Został zięciem innego hokeisty i trenera Krzysztofa Podsiadło.

## Kariera
- SMS I Sosnowiec (2002–2005)
- Zagłębie Sosnowiec (2005–2011)
- GKS Tychy (2011–2012)
- Zagłębie Sosnowiec (2012–2013)
- Eindhoven Kemphanen (2013)
- Cracovia (2013-2015)
- Zagłębie Sosnowiec (2015)
- Polonia Bytom (2015-2018)
- Zagłębie Sosnowiec (2018-2024)

Wychowanek Zagłębia Sosnowiec. Absolwent NLO SMS PZHL Sosnowiec z 2005. Od 2011 do 2012 wspólnie z bratem Marcinem był zawodnikiem GKS Tychy. W czerwcu 2013 razem z bratem Marcinem został zawodnikiem holenderskiego klubu Eindhoven Kemphanen. Pod koniec sierpnia 2013 obaj (a także inny Polak, Kamil Gościmiński) zostali zwolnieni z klubu. Od września 2013 zawodnik Cracovii. W marcu 2014 przedłużył kontrakt o rok. Od kwietnia do listopada 2015 ponownie zawodnik Zagłębia. Po sezonie 2017/2018 powrócił do zespołu Zagłębia Sosnowiec. Po sezonie 2023/2024 ogłosił zakończenie kariery.

## Sukcesy
- Puchar Polski: 2013 z Cracovią
- Superpuchar Polski: 2014 z Cracovią
- Brązowy medal mistrzostw Polski: 2017 z Polonią Bytom